# Ludovic Beauchet
Pour les articles homonymes, voir Beauchet.
Ludovic Beauchet, né le 3 février 1855 à Verdun et mort le 7 janvier 1914 à Nancy, est un juriste, universitaire, historien du droit et homme politique français, maire de Nancy de 1904 à 1912.

## Biographie

### Famille
Né le 3 février 1855 au domicile de ses parents, rue Saint-Pierre à Verdun, Marie-François-Ludovic Beauchet est le fils d'Anne-Céleste Millot et de Louis-Augustin Beauchet (1825-1893), régent au collège de cette ville meusienne.

### Carrière académique
Élève de la faculté de droit de Nancy, Ludovic Beauchet obtient en 1874 le 2e prix du concours général des facultés de droit. Docteur en 1876 puis agrégé en 1879, il est d'abord attaché à la faculté de Dijon avant d'être chargé de cours à son alma mater en 1880. Cinq ans plus tard, il y est nommé professeur de procédure civile. Il y enseignera également le droit international privé et la législation coloniale.
Envoyé en mission en Suède, où il est chargé de cours à la högskola de Stockholm en 1888, il traduit plusieurs ouvrages de droit du suédois au français et publie une Histoire de la propriété foncière en Suède (1904), qui lui vaut son admission à la Société royale des sciences d'Uppsala et à l'Académie royale suédoise des belles-lettres, d'histoire et des antiquités. 
D'une autre mission, cette fois-ci en Grèce, il rapporte une Histoire du droit privé de la république athénienne (1897), ouvrage récompensé par l'Académie des inscriptions et belles-lettres (Prix Saintour, 1898), par l'Académie des sciences morales et politiques (Prix Kœnigswarter, 1899) et par la Société des études grecques.
Collaborateur de la Nouvelle revue historique du droit français et étranger, il est l'auteur de nombreux ouvrages de droit international et d'histoire du droit.
Il est également membre de la Société des études de Constantinople, de l'Institut de droit international et de l'Université de Florence, ainsi que membre hors cadre de l'École française d'Athènes (1895), membre correspondant du Comité des travaux historiques et scientifiques et membre correspondant de l'Académie des sciences morales et politiques (1913). En 1893, il est décoré des palmes d'officier de l'instruction publique.

### Carrière politique

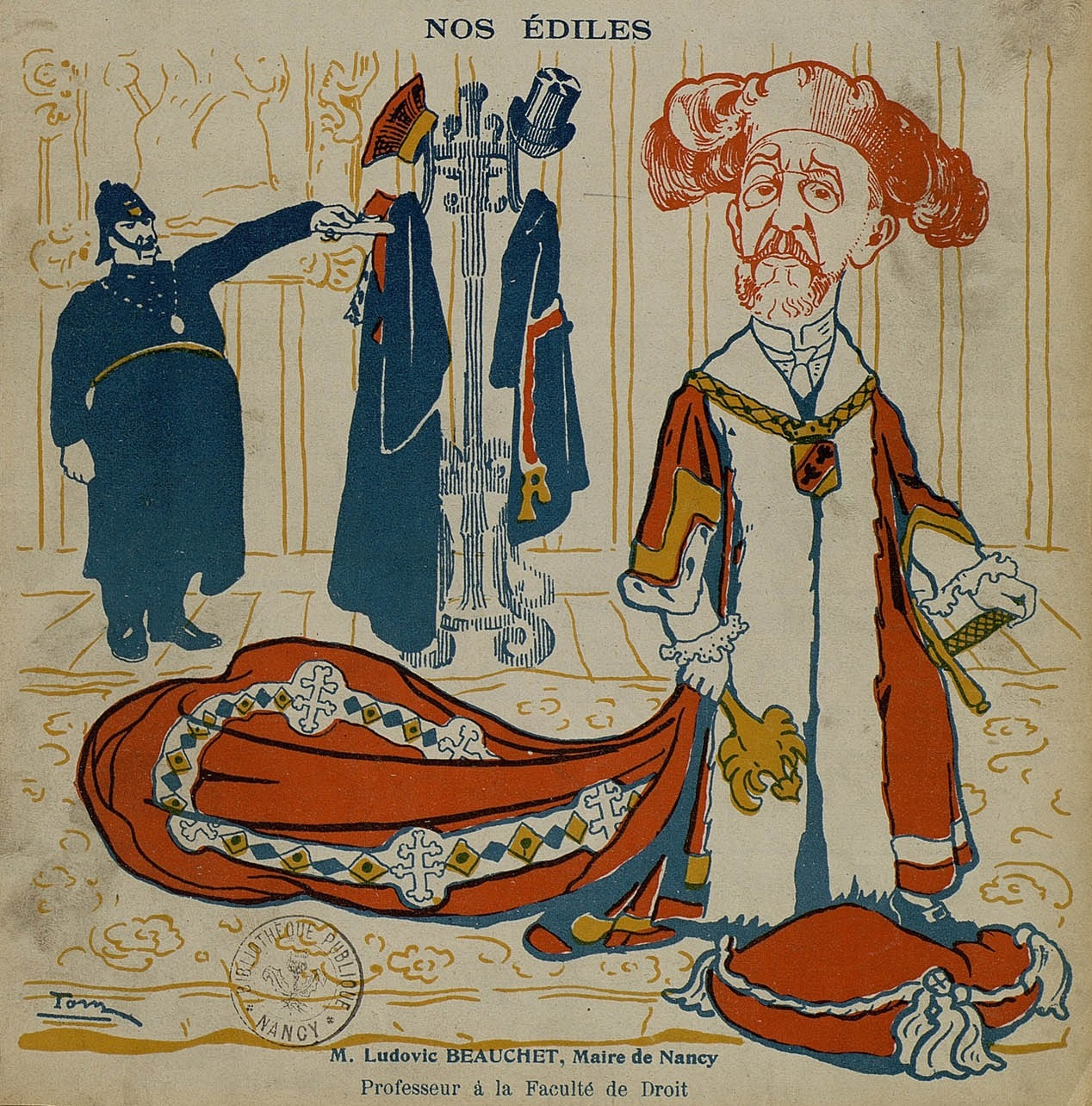
Caricature de Beauchet en tenue de lord-maire (Le Cri de Nancy, 7 novembre 1908).

Républicain libéral, antidreyfusard, mais opposé à l'antisémitisme, Beauchet adhère à la Ligue de la patrie française (LPF), dont il a signé le manifeste en janvier 1899. Lors des élections municipales de 1900, Beauchet est élu conseiller municipal de Nancy à la fois sur la liste de la LPF et sur celle, majoritaire, de l'Union nationale républicaine, menée par Hippolyte Maringer.
Lors des élections législatives de 1902, Beauchet se présente dans la circonscription de Commercy face au député républicain progressiste sortant, Raymond Poincaré. Bien qu'il affiche la même étiquette que son adversaire, Beauchet est clairement identifié comme le candidat des nationalistes car il bénéficie du soutien de la LPF et de celui du député nationaliste de Bar-le-Duc, Henry Ferrette, qui met à son service Le Patriote meusien. Au cours de la campagne, très vive, on reproche à Beauchet de ne pas avoir accompli de service militaire. Solidement implanté, Poincaré est largement réélu dès le premier tour par 57 % des votants, contre 22,5 % à Beauchet, 19 % au libéral Paul Salmon-Legagneur (fils de l'ancien député et sénateur Charles-Auguste Salmon), conseiller général du canton de Vigneulles, candidat des catholiques, et moins de 0,1% pour le socialiste Prosper Férandelle, candidat de l'USR. 
À Nancy, avant les élections municipales de 1904, la majorité sortante se scinde entre un « comité d'union républicaine et d'intérêts municipaux », proche de l'Alliance républicaine démocratique et donc favorable au Bloc des gauches, et un « comité républicain de l'anti-Bloc » soutenu par les catholiques de l'Action libérale et les nationalistes de la LPF. Réélu sur cette seconde liste marquée à droite, Beauchet est élu maire le 15 mai 1904 par 35 voix sur 36. Il conserve ce mandat après la victoire de sa liste « libérale et progressiste » aux élections municipales de 1908.
L'un des temps forts de la magistrature de Ludovic Beauchet est l'organisation, à l'initiative de la Chambre de commerce et d'industrie, de l'Exposition internationale de l'Est de la France de 1909.
Vers la fin de son second mandat, ses problèmes de santé l’amènent à déléguer une partie de ses obligations à son premier adjoint, Henri Michaut. En mai 1912, il est mis en ballotage au premier tour puis battu au second par la liste d'« Entente républicaine » menée par Frédéric Schertzer, conseiller général de Nancy-Nord (Républicain de gauche).
Affecté par cette défaite et affaibli par la maladie, Beauchet quitte la politique et l'enseignement avant sa mort, survenue le 7 janvier 1914. Il est inhumé trois jours plus tard au cimetière de Préville après des obsèques célébrées en l'église Saint-Sébastien.

## Publications
- Étude sur la condition de la mère en droit romain et en droit français (thèse de doctorat), 1876.
- Programme du cours d'histoire générale du droit français, public et privé, Nancy, 1882.
- Étude historique sur les formes de la célébration du mariage dans l'ancien droit français, Paris, 1883.
- « Origines de la juridiction ecclésiastique et son développement en France jusqu'au XVIe siècle », Nouvelle revue historique de droit, 1883, p. 387–503.
- Histoire de l’organisation judiciaire en France : époque franque, Paris, Arthur Rousseau, 1886 (consultable en ligne sur Gallica).
- Formation et dissolution du mariage dans le droit islandais du Moyen Âge, Paris, 1887.
- Loi de Vestrogothie (traduit du suédois), Paris, Laros et Forcel, 1889 (consultable en ligne sur Gallica).
- Code pénal de Finlande du 19 décembre 1889 (traduit du suédois), Nancy, 1890.
- Pandectes françaises (traduit du suédois), 3 volumes, 1890.
- Donations et testaments, 3 volumes, 1890.
- Codes maritimes scandinaves (traduit du suédois), Paris, 1895.
- Études sur l'ancien droit attique : de la polygamie et du concubinat à Athènes, Paris, Larose, 1895 (consultable en ligne sur Gallica).
- Histoire du droit privé de la république athénienne, 4 volumes, 1897 (consultables en ligne sur Gallica).
- Transportation et colonisation pénale à la Nouvelle–Calédonie, 1898.
- Traité de l'extradition, 1899.
- Histoire de la propriété foncière en Suède, 1904.
- Les Octrois et la décentralisation municipale, 1907.
- La Loi d’Upland (traduit du suédois), 1908.